# Marmoutier

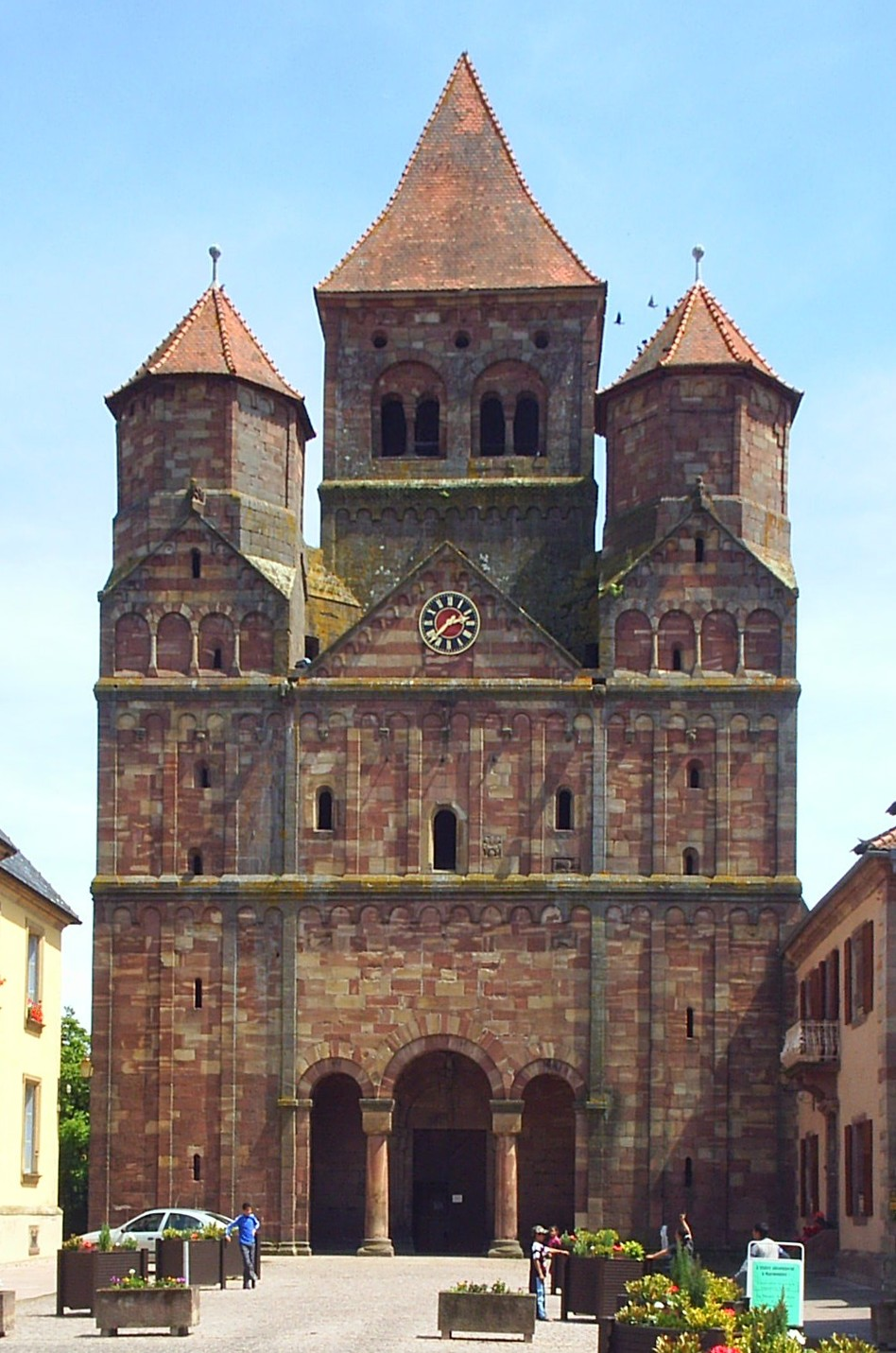
Kościół klasztorny

Marmoutier – miejscowość i gmina we Francji, w regionie Grand Est, w departamencie Dolny Ren.
Według danych na rok 1990 gminę zamieszkiwało 2235 osób, 159 os./km².
Miejscowość powstała wokół klasztoru założonego w 659 roku przez mnichów irlandzkich. Romański kościół klasztorny św. Szczepana do dziś służy jako świątynia parafialna.
Miejscowość leży na Alzackim Szlaku Romańskim.